# 監禁逃亡 恥辱の令嬢
『監禁逃亡 恥辱の令嬢』（かんきんとうぼう ちじょくのれいじょう）は、1996年6月28日ににSEN PLANNING発売された三浦綺音主演のオリジナルビデオ。R15作品。『監禁逃亡』シリーズの第7弾。

## 出演
- 美緒：三浦綺音
- 真季：立原友香
- 藤王みつる
- NOBUKI
- 権藤俊輔
- 長沢政義
- 大村達広
- 医師 - 松山鷹志

## スタッフ
- 監督：石川均
- 製作：SEN PLANNING
- プロデューサー：鈴木健一（メディアタックエンタープライズ）、松川充雄、黒須功
- キャスティングプロデューサー：嵐ヨシユキ
- 脚本：竹橋民也
- 撮影：福沢正典
- 照明：赤津淳一
- 録音：土屋和之
- VE：平金聡一郎
- 美術：安達巌
- 編集：三原るみ
- 記録：熊野熙子
- 助監督：芝祐二
- 制作主任：小川浩二
- 監督助手：濱田兼吾、小山禎也
- 装飾：西村美津子
- 小道具：木村容紒
- 衣裳：礒井篤郎、富樫智恵子
- メイク：長井桂子
- EED：原田みどり
- MA：田中光一
- 選曲：金成謙二
- 効果：西岡正巳
- スチール：石原宏一
- 制作進行：飯田光明
- 制作協力：メディアタックエンタープライズ
- 発売・販売：SEN PLANNING
- 販売協力：ジャパンホームビデオ

## リリース
- VHS『監禁逃亡 恥辱の令嬢』1996年6月28日
- DVD『監禁逃亡 恥辱の令嬢』2020年8月28日